# Долие
Долие (болг. Долие) — село в Болгарии. Находится в Смолянской области, входит в общину Мадан. Население составляет 7 человек.

## Политическая ситуация
В местном кметстве Лештак, в состав которого входит Долие, должность кмета (старосты) исполняет Десислава  Бисерова Горанова (Движение за права и свободы (ДПС)) по результатам выборов.
Кмет (мэр) общины Мадан — Атанас Александров Иванов (Болгарская социалистическая партия (БСП))по результатам выборов.